# Thlaspi maassoumii
Thlaspi maassoumii är en korsblommig växtart som beskrevs av Mozaff. Thlaspi maassoumii ingår i släktet skärvfrön, och familjen korsblommiga växter. Inga underarter finns listade i Catalogue of Life.